# Dry Fork Cheyenne River
Der Dry Fork Cheyenne River ist der etwa 132 km lange, rechte Quellfluss des Cheyenne River im Osten des US-Bundesstaates Wyoming.

## Verlauf
Der Dry Fork Cheyenne River entsteht durch den Zusammenfluss von Middle Fork Dry Fork Cheyenne River und South Fork Dry Fork Cheyenne River im nordwestlichen Converse County, etwa 30 km nördlich von Glenrock auf einer Höhe von 1659 m. Von dort fließt er in nordöstliche Richtung durch die Great Plains, unterquert den Wyoming Highway 59 und fließt durch Teile des Thunder Basin National Grassland. Er erhält einige unbedeutende Nebenflüsse und fließt nach knapp 132 km im nordöstlichen Converse County auf einer Höhe von 1317 m mit dem Antelope Creek zum Cheyenne River zusammen.

## Quellflüsse
Der Middle Fork Dry Fork Cheyenne River entspringt im westlichen Converse County auf einer Höhe von rund 1835 m. Von dort fließt er in nordöstliche Richtung und fließt nach rund 13 km auf einer Höhe von 1659 m mit dem South Fork Dry Fork Cheyenne River zum Dry Fork Cheyenne River zusammen. Das Einzugsgebiet des Middle Fork umfasst ein Areal von etwa 34 km².
Der South Fork Dry Fork Cheyenne River entspringt im westlichen Converse County auf einer Höhe von rund 1860 m. Von dort fließt er in nordöstliche Richtung und fließt nach rund 16 km auf einer Höhe von 1659 m mit dem Middle Fork Dry Fork Cheyenne River zum Dry Fork Cheyenne River zusammen. Das Einzugsgebiet des South Fork umfasst ein Areal von etwa 52 km².

## Hydrologie
Der Dry Fork Cheyenne River ist als Quellfluss des Cheyenne Rivers Teil des Einzugsgebietes des Missouri, der sich über den Mississippi in den Golf von Mexiko entwässert. Das Einzugsgebiet des Dry Fork Cheyenne River umfasst ein Areal von etwa 1300 km² und grenzt an die Einzugsgebiete von Antelope Creek im Norden, North Platte River im Süden und Lightning Creek im Osten. Der Abfluss am Pegel in Bill beträgt 0,02 m³/s, die größten Abflüsse finden sich in den Monaten März, Mai und Juni. Der Dry Fork Cheyenne River weist aufgrund seiner Lage in den semiariden Great Plains eine periodische Wasserführung auf und fällt dem Namen entsprechend zu einem Großteil der Zeit trocken.

## Belege
1. 1 2 3 4 5 6  Dry Fork Cheyenne River. In: Geographic Names Information System. United States Geological Survey, United States Department of the Interior (englisch).
2. ↑  USGS 06365300 DRY FORK CHEYENNE RIVER NEAR BILL, WYO. Abgerufen am 19. September 2024.